# Глоксинія
Глоксинія (Gloxinia) — рід рослин родини Геснерієві (Gesneriaceae). Названий на честь німецького або ельзаського ботаніка і лікаря Беньяміна Петера Глоксина (1765—1794).
Види роду — тропічні багаторічні трави і напівчагарники. Представники роду Глоксиния поширені в Америці (від Мексики до Бразилії).

У Південній Америці зустрічаються в першу чергу в Андах.
Як правило, рослини бульбокореневі. Кореневища лускаті.
Стебло прямостояче. Листя у рослин супротивні, рідко трійчасті. Стебло і листя майже голі або волосисті.
Квітки у рослин поодинокі, виходять з пазух, яскраві, великі, оксамитові, дзвоновидні. Віночок трубчастий, буває білого, рожевого, фіолетового або коричневого кольору. Тичинок 4, нектарник кільцевий або відсутній. Насіння численні, дрібні.

## Види
За інформацією бази даних The Plant List (2013), рід включає 4 види:
- Gloxinia erinoides (DC.) Roalson & Boggan, 2005
- Gloxinia perennis (L.) Fritsch, 1894
- Gloxinia xanthophylla (Poepp.) Roalson & Boggan, 2005
- Gloxinia ×donkelaariana (Lem.) H.E.Moore, 1954